# Mika Saiki
Mika „Teru“ Saiki (jap. 佐伯 美香, Saiki Mika; * 25. September 1971 in Matsuyama) ist eine ehemalige japanische Volleyball- und Beachvolleyballspielerin. Sie nahm in beiden Disziplinen an Olympischen Spielen teil.

## Karriere
Saiki nahm 1996 als Hallenvolleyballerin mit der japanischen Nationalmannschaft am olympischen Turnier in Atlanta teil. Das Team schied allerdings bereits nach der Vorrunde aus.
Nach der Beachvolleyball-Weltmeisterschaft 1997 bildete sie im Sand ein Duo mit Yukiko Takahashi, mit der sie kurz zuvor bereits zwei Open-Turniere absolviert hatte. Takahashi/Saiki unterlagen im Viertelfinale der WM 1999 in Marseille den späteren Siegerinnen Sandra Pires und Adriana Samuel. Gegen dieselben Gegnerinnen verloren sie im nächsten Jahr das Duell um die Bronzemedaille des olympischen Turniers in Sydney, nachdem sie vorher bei den Open-Turnieren in Berlin und Osaka Dritte und Zweite geworden waren.
2003 kehrte Saiki mit ihrer neuen Partnerin Satoko Urata zu den internationalen Turnieren zurück, schaffte aber nur 2004 in Osaka eine Top-Ten-Platzierung. Bei der WM 2005 in Berlin unterlag sie mit Ryōko Tokuno den Deutschen Pohl/Rau und den Niederländerinnen Keizer/Leenstra. Nach erfolglosen Auftritten an der Seite von Hiromi Suzuki spielte sie ab Ende 2006 mit Chiaki Kusuhara. Das neue Duo wurde in Phuket, Warschau und Stavanger jeweils Neunter, blieb aber bei der WM 2007 in Gstaad ohne Satzgewinn. Die gleiche Bilanz gab es im folgenden Jahr beim olympischen Turnier in Peking. Anschließend beendete Saiki ihre internationale Karriere.